# Время и мы
Время и мы — русский эмигрантский литературный и общественно-политический журнал. Выходил с 1975 по 2001 год, сначала ежемесячно в Тель-Авиве, с 1981 года — 6 раз в год в Нью-Йорке. Всего вышло 152 номера. Учредитель и единственный сотрудник редакции — Виктор Перельман.
Хотя Перельман всегда оставался единственным штатным сотрудником, с 1981 года ему помогали на общественных началах Дора Штурман в Израиле и Ефим Эткинд во Франции. Перельман был вынужден прекратить издание журнала в связи с тяжелым заболеванием после инсульта.
В журнале впервые опубликованы роман Александра Галича «Блошиный рынок», «Поэма существования» Наума Коржавина, «Персональное дело коммуниста Юфы» Виктора Некрасова, «Соло на ундервуде» и «Невидимая книга» Сергея Довлатова.